# One Night Stand 2007
One Night Stand 2007 è stata la terza edizione dell'omonimo evento in pay-per-view prodotto dalla WWE, svoltosi il 3 giugno 2007 presso la Veterans Memorial Arena di Jacksonville (Florida).

## Storyline

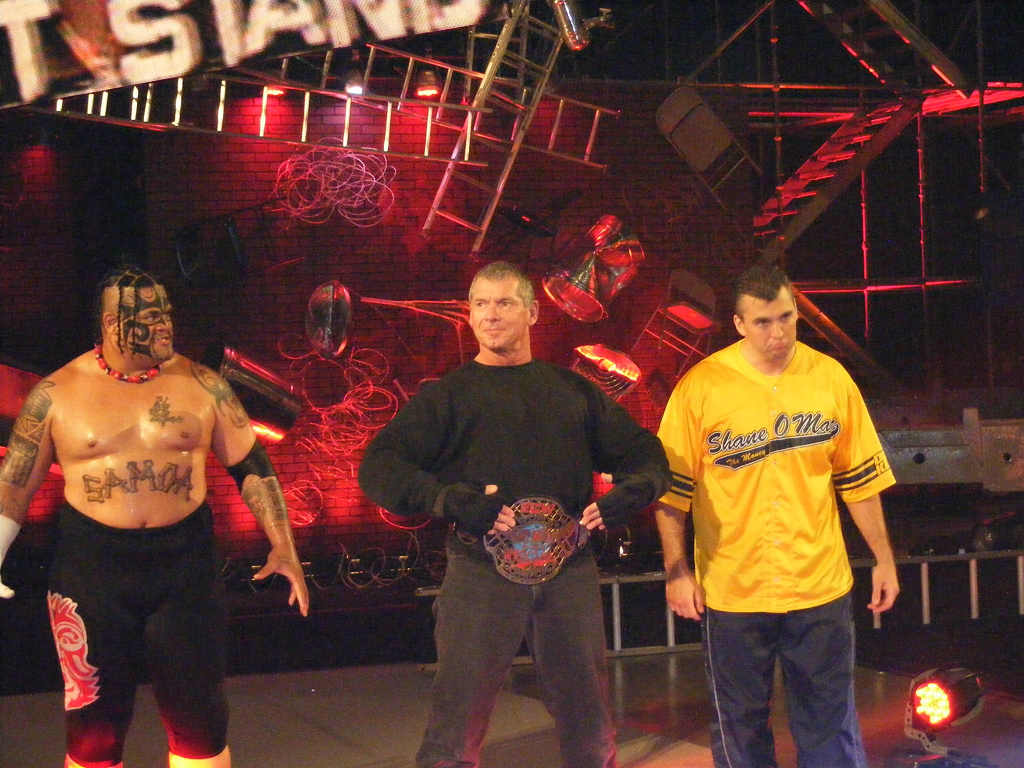
Mr. McMahon (al centro) dovette difendere il suo ECW World Championship contro Bobby Lashley in uno Street Fight

Il 20 maggio, a Judgment Day, John Cena difese con successo il WWE Championship contro The Great Khali; tuttavia, nel momento in cui fu sottomesso dalla STFU di Cena, i piedi dello stesso Khali si trovavano sotto la prima corda e, nonostante ciò, la presa non venne interrotta (come da regolamento) poiché l'arbitro non se ne accorse. Nella puntata di Raw del 21 maggio, su richiesta di Khali, venne dunque annunciato un Falls Count Anywhere match tra i due con in palio il WWE Championship per One Night Stand.
A Judgment Day, Edge difese con successo il World Heavyweight Championship contro Batista. Nella puntata di SmackDown! del 25 maggio il General Manager dello show blu, Theodore Long, annunciò che Edge avrebbe difeso il titolo in uno Steel Cage match a One Night Stand. Più avanti, la sera stessa, Batista vinse un Fatal 4-Way match che includeva anche Finlay, Kane e Mark Henry, diventando così il contendente nº1 al World Heavyweight Championship di Edge per One Night Stand.
A Judgment Day, Bobby Lashley sconfisse l'ECW World Champion Vince McMahon, suo figlio Shane e Umaga in un 3-on-1 Handicap match per l'ECW World Championship ma non conquistò il titolo, poiché per vincerlo avrebbe dovuto esclusivamente schienare proprio lo stesso Vince. Nella puntata di Raw del 21 maggio Lashley vinse un Gauntlet match, sancito da Vince stesso, dopo aver sconfitto in successione Chris Masters, Viscera, Umaga e Shane. Successivamente, al seguito di tale vittoria, venne ufficializzato uno Street Fight match tra Lashley e Vince per One Night Stand con in palio l'ECW World Championship.
Il 1º aprile, a WrestleMania 23, gli ECW Originals (Rob Van Dam, Tommy Dreamer, Sabu e The Sandman) sconfissero il New Breed (Elijah Burke, Kevin Thorn, Marcus Cor Von e Matt Striker). Nella puntata di ECW del 10 aprile CM Punk, che nelle settimane antecedenti era stato corteggiato da entrambe le fazioni, si unì al New Breed; tuttavia, due settimane più tardi, Punk tradì i suoi nuovi compagni dopo aver colpito Burke con la GTS, durante un match di coppia, favorendo la vittoria degli ECW Originals. Dopo che Punk sconfisse Burke a Judgment Day, venne annunciato che Punk stesso, Dreamer e Sandman avrebbero affrontato Burke, Cor Von e Striker in un Tables match a One Night Stand.
Dopo essersi scontrati in vari incontri di coppia, il World's Greatest Tag Team (Charlie Haas e Shelton Benjamin) sfidarono gli Hardy Boyz (Jeff Hardy e Matt Hardy), detentori dei titoli, ad un match per il World Tag Team Championship; con questi ultimi che accettarono. Un Ladder match tra Haas e Benjamin contro gli Hardy Boyz per il World Tag Team Championship venne poi sancito per One Night Stand.
Nella puntata di SmackDown del 25 maggio, durante un Fatal 4-Way match valevole per la nomina di contendente nº1 al World Heavyweight Championship di Edge, Mark Henry e Kane si attaccarono vicendevolmente, facendo sì che nessuno dei due riuscisse a vincere l'incontro, che difatti andò a favore di Batista. Dopo tali screzi, Henry sconfisse Kane per count-out nella puntata di SmackDown del 1º giugno. Successivamente venne annunciato un Lumberjack match tra Henry e Kane per One Night Stand.
Dopo aver sconfitto Shawn Michaels per KO tecnico a Judgment Day, infortunandolo nel contempo (kayfabe), Randy Orton fu confrontato da Rob Van Dam, il quale lo schernì verbalmente poiché per sconfiggere Michaels aveva avuto bisogno di attaccarlo brutalmente alle spalle prima dell'inizio del loro match. Dopo che i due si attaccarono a vicenda, Orton sconfisse Van Dam per KO tecnico nella puntata di Raw del 28 maggio. Uno Stretcher match tra i due venne quindi sancito per One Night Stand.

## Evento

### Match preliminari
L'opener dell'evento fu lo Stretcher match tra Randy Orton e Rob Van Dam. Durante le fasi iniziali, Van Dam controllò la contesa a discapito di Orton, colpendolo con due spinning kick, un leg drop dall'apron ring e un dropkick. Orton tentò in seguito l'esecuzione della RKO, ma Van Dam contrattaccò la manovra con un superkick. Dopo aver eseguito un dropkick, Orton tentò di posizionare Van Dam sulla barella ma quest'ultimo si divincolò, salvo poi venir colpito da un neckbreaker dello stesso Orton. Dopo che lo aveva gettato contro un paletto del ring, Van Dam posizionò Orton sulla barella per poi colpirlo con uno spinnin leg drop dall'apron ring. Dopo averlo colpito con due clothesline, Van Dam tentò il Rolling Thunder ma Orton rovesciò la manovra in una powerslam. Dopo aver eseguito un dropkick sull'apron ring, Van Dam mise Orton sulla barella per poi tentare un somersault plancha, che tuttavia fallì poiché lo stesso Orton si spostò facendolo rovinosamente cadere di schiena. Orton caricò poi Van Dam sulla barella per trasportarlo verso la linea gialla dello stage, ma quest'ultimo contrattaccò e lo colpì con un superkick, facendolo cadere a sua volta sulla barella. Van Dam spinse quindi Orton, che si trovava sul lettino, oltre la linea gialla per vincere l'incontro. Al termine del match, Orton assalì brutalmente Van Dam, colpendolo prima con il Punt Kick e poi con un hangman ddt sul cemento, infortunandolo (kayfabe).
L'incontro successivo vide CM Punk, The Sandman e Tommy Dreamer affrontare il New Breed (Elijah Burke, Marcus Cor Von e Matt Striker) in un Tables match. Durante le fasi iniziali, Punk, Dreamer e The Sandman controllarono la contesa, con questi ultimi due che eseguirono rispettivamente un bulldog e un flapjack su Burke. Dopo aver colpito Striker con un jumping knee all'angolo e un running bulldog, Punk eseguì un suicide dive su Cor Von all'esterno del ring. Dopo che The Sandman aveva colpito tutti gli avversari con una singapore cane, lui e Dreamer tentarono di schiantare Striker attraverso un tavolo con l'esecuzione di un doppio superplex, però Burke e Cor Von spostarono il tavolo per evitare ciò. Poco dopo, Dreamer eseguì uno spinebuster su Striker; salvo poi venir colpito da una STO di Burke, il quale subì a sua volta un enzuigiri kick di Punk. Cor Von eseguì in seguito una powerbomb su Punk per poi posizionare questi sul tavolo; tuttavia fu bloccato da The Sandman che lo colpì con una singapore cane. Nel finale, dopo che Dreamer aveva colpito Burke con un piledriver, Punk eseguì un superplex dalla terza corda su Striker, schiantandolo attraverso il tavolo per vincere l'incontro.
Il terzo incontro della serata fu il Ladder match per il World Tag Team Championship tra i campioni, gli Hardy Boyz (Jeff Hardy e Matt Hardy), e gli sfidanti, il World's Greatest Tag Team (Charlie Haas e Shelton Benjamin). Dopo un batti e ribatti, gli Hardy Boyz colpirono Haas e Benjamin con delle scale per poi eseguire su entrambi il Poetry in Motion. Poco dopo, Haas e Benjamin eseguirono un doppio suplex su Matt, gettandolo sopra una scala, per poi colpire ripetutamente Jeff con un'altra scala. Jeff posizionò successivamente una scala a ponte tra una barricata e l'apron ring, con lui e Matt che gettarono poi Haas sopra la scala stessa con un inverted suplex. Dopo che Matt aveva gettato anche Benjamin sopra la scala a ponte con un back bodydrop, Jeff tentò la scalata verso i titoli ma fu colpito da Haas con un german suplex dalla scala. Dopo aver eseguito il Side Effect su Haas, Matt iniziò la scalata ma Benjamin lo fece rovinosamente cadere. Dopo che aveva colpito Jeff con il T-Bone Suplex, Benjamin si gettò dalla cima di una scala per eseguire un incredibile leapfrog stun gun su Matt, il quale si trovava posizionato su un'altra scala all'esterno del ring. Dopo aver eseguito un superplex su Haas dalla cima della scala, Jeff fu brutalmente colpito da Benjamin con un'altra scala. Più avanti, mentre tutti e quattro si trovavano sopra le scale, gli Hardy Boyz spinsero Haas contro la scala sulla quale si trovava Benjamin, facendo malamente cadere quest'ultimo sulla scala a ponte fuori dal ring. Nel finale, dopo che Jeff aveva eseguito la Swanton Bomb su Haas dalla cima della scala, Matt staccò i titoli dal gancio per vincere l'incontro e rimanere campioni.
L'incontro seguente fu il Lumberjack match tra Kane e Mark Henry. Durante la fasi iniziali, Henry si portò in vantaggio dopo che aveva gettato Kane contro un paletto del ring. Dopo aver eseguito una powerslam, Henry applicò un prolungato bearhug su Kane, danneggiandogli la schiena. Kane contrattaccò successivamente con la Chokeslam su Henry, ma per via del forte dolore alla schiena non riuscì a concludere lo schienamento. Poco dopo, Kenny Dykstra e Chavo Guerrero (presenti a bordo ring) tentarono l'interferenza, ma Kane colpì entrambi con la Chokeslam. Approfittando di ciò, Henry intrappolò Kane in un altro bearhug finché quest'ultimo non svenne (kayfabe), decretando quindi la vittoria dello stesso Henry per Sottomissione Tecnica.

### Match principali
Il quinto incontro dell'evento fu lo Street Fight per l'ECW World Championship tra il campione Vince McMahon e lo sfidante Bobby Lashley. Durante le fasi iniziali, Lashley attaccò sia Umaga che Shane McMahon (presenti a bordo ring in favore di Vince), colpendo il primo con un suicide dive all'esterno del ring e il secondo con due potenti clothesline. Poco dopo, Vince si portò in vantaggio dopo che Shane aveva eseguito una DDT su Lashley sopra una sedia. Dopo essere stato strangolato con un cavo elettrico, Lashley fu prima colpito da un Samoan Splash di Umaga e poi da una Spear di Vince, con quest'ultimo che lo schienò per ottenere solamente un conteggio di due. Dopo che Umaga aveva eseguito accidentalmente un Samoan Splash su Vince, Lashley colpì sia Shane che lo stesso Umaga con un belly to belly suplex. Lashley colpì ripetutamente Vince con la sedia per poi eseguire su di lui la Dominator e schienarlo; tuttavia Umaga interruppe il conteggio, colpendo in seguito Lashley con un superkick all'esterno del ring. Shane eseguì successivamente il leap of faith su Lashley attraverso un tavolo dei commentatori, con Vince che schienò poi il suo avversario ottenendo però un conto di due. Dopo che Umaga aveva colpito Lashley con un running hip attack all'angolo, Shane tentò il Coast to Coast; tuttavia lo stesso Lashley si spostò all'ultimo, con Shane che eseguì involontariamente la manovra su Umaga. Nel finale, Lashley colpì Shane con la Spear per poi eseguirla anche su Vince, schienandolo per vincere l'incontro e conquistare il titolo per la seconda volta.
L'incontro successivo fu il Pudding match tra Candice Michelle e Melina. Durante il match, Candice colpì Melina con una Spear dentro una vasca ricolma di liquido al cioccolato, per poi schienarla per ottenere solamente un conteggio di due. Dopo aver eseguito una DDT, Candice forzò Melina alla sottomissione dopo che aveva tentato di annegarla dentro la vasca, vincendo così l'incontro.
Il settimo incontro fu lo Steel Cage match per il World Heavyweight Championship tra il campione Edge e lo sfidante Batista. Durante le fasi iniziali, entrambi si portarono in vantaggio l'un l'altro lanciandosi vicendevolmente contro la gabbia. Edge tentò poi di evadere dalla struttura ma Batista glielo impedì, colpendolo con un superplex dalla terza corda. Dopo un batti e ribatti, sia Edge che Batista tentarono l'esecuzione della Spear, però finirono per colpirsi simultaneamente a vicenda. Poco dopo, Batista gettò Edge contro la gabbia per poi colpirlo con una powerslam e schienarlo; tuttavia quest'ultimo si liberò al conteggio di due. Dopo averlo lanciato contro un tenditore delle corde esposto in precedenza, Edge eseguì la Spear su Batista ma ottenne solamente un conto di due. Edge tentò quindi la fuga dalla struttura, però Batista lo fermò con uno spinebuster dalla terza corda. Entrambi scalarono successivamente la gabbia, con Edge che colpì tuttavia Batista con due colpi bassi per farlo cadere sul ring. Batista tentò poi di uscire dalla porta per non sprecare il tempo perduto, ma fu ormai troppo tardi poiché Edge riuscì ad evadere per primo dalla gabbia, toccando il pavimento per vincere l'incontro e mantenere il titolo.
Il main event fu il Falls Count Anywhere match per il WWE Championship tra il campione John Cena e lo sfidante The Great Khali. Durante le fasi iniziali, Khali fu in completo controllo della contesa poiché sfruttò la propria stazza e potenza per portarsi in vantaggio, colpendo poi Cena al volto con un monitor televisivo. Poco dopo, Khali lanciò Cena oltre una barricata di sicurezza, con i due che iniziarono a combattere tra il pubblico. Dopo che erano arrivati nei pressi dell'area di produzione, Cena colpì Khali al volto con un altro monitor televisivo per poi tentare la F-U che fu però contrattaccata. Dopo che lo aveva colpito con una telecamera, Cena tentò ancora la F-U su Khali ma questi contrattaccò nuovamente, gettando Cena sulla gru che era presente nella coreografia dello stage. Nel finale, Cena reagì ed eseguì la F-U su Khali dalla gru, lanciandolo sul cemento sottostante. Cena schienò quindi Khali sullo stage per vincere l'incontro e mantenere il titolo.

## Risultati
| #    | Incontri                                                                                         | Stipulazioni                                           | Durata |
| ---- | ------------------------------------------------------------------------------------------------ | ------------------------------------------------------ | ------ |
| Dark | Santino Marella ha sconfitto Chris Masters                                                       | Single match                                           | 04:13  |
| 1    | Rob Van Dam ha sconfitto Randy Orton                                                             | Stretcher match                                        | 14:31  |
| 2    | CM Punk, The Sandman e Tommy Dreamer hanno sconfitto Elijah Burke, Marcus Cor Von e Matt Striker | Six-man tag team tables match                          | 07:18  |
| 3    | The Hardy Boyz (c) hanno sconfitto Charlie Haas e Shelton Benjamin                               | Ladder match per il World Tag Team Championship        | 17:17  |
| 4    | Mark Henry ha sconfitto Kane per Sottomissione Tecnica                                           | Lumberjack match                                       | 09:07  |
| 5    | Bobby Lashley ha sconfitto Vince McMahon (c) (con Shane McMahon e Umaga)                         | Street fight match per l'ECW World Championship        | 12:23  |
| 6    | Candice Michelle ha sconfitto Melina per sottomissione                                           | Pudding match                                          | 02:55  |
| 7    | Edge (c) ha sconfitto Batista                                                                    | Steel cage match per il World Heavyweight Championship | 15:39  |
| 8    | John Cena (c) ha sconfitto The Great Khali (con Ranjin Singh)                                    | Falls count anywhere match per il WWE Championship     | 10:30  |